# Sylvester Donovan Ryan
Sylvester Donovan Ryan (* 3. September 1930 in Avalon) ist Altbischof von Monterey in California.

## Leben
Der Erzbischof von Los Angeles, James Francis Aloysius Kardinal McIntyre, weihte ihn am 3. Mai 1957 zum Priester des Erzbistums Los Angeles.
Papst Johannes Paul II. ernannte ihn am 17. Februar 1990 zum Weihbischof in Los Angeles und Titularbischof von Remesiana. Der Erzbischof von Los Angeles, Roger Michael Mahony, spendete ihn am 31. Mai desselben Jahres die Bischofsweihe; Mitkonsekratoren waren John James Ward, Weihbischof in Los Angeles, und George Patrick Ziemann, Weihbischof in Los Angeles.
Am 28. Januar 1992 wurde er zum Bischof von Monterey in California ernannt und am 19. März desselben Jahres in das Amt eingeführt.
Am 19. Dezember 2006 nahm Papst Benedikt XVI. seinen altersbedingten Rücktritt an.